# What's Your Rupture?
What’s Your Rupture?, également stylisé WYR?, est un label indépendant américain établi à Brooklyn, dans l’État de New York, fondé en 2003 par Kevin Pedersen. Le label a publié les œuvres d'artistes tels que Parquet Courts et Iceage. 

## Développement du label
What’s Your Rupture? est fondé en 2003 par Kevin Pedersen, qui reste seul aux commandes du label. Au départ, ses locaux sont situés à New York, au rez-de-chaussée d'un immeuble de la 13e Rue, qui abrite également DFA Records. 
Le premier succès d'estime du label a lieu en 2005 avec l'album Nine Times That Same Song du groupe suédois d'indie pop Love Is All.
En février 2007, le label publie la compilation Imagine the Shapes qui regroupe les EP de 4 groupes : Love Is All, caUSE co-MOTION!, The Long Blondes et Comet Gain.
De 2012 à 2014, What’s Your Rupture? publie les albums et singles de Parquet Courts, et développe alors des liens commerciaux avec le label britannique Rough Trade, notamment pour la distribution hors des États-Unis.

## Catalogue
Liste non exhaustive des groupes ou artistes du catalogue de What’s Your Rupture? :
- BODEGA
- caUSE co-MOTION!
- Cold Cave
- Comet Gain
- Fucked Up
- Iceage
- Life Without Buildings
- Love Is All
- Parquet Courts
- Royal Headache
- The Long Blondes
- Think About Life